# アンディ・ロドリゲス
アンディ・アマウリ・ロドリゲス・バルデス（Andy Amaury Rodríguez Valdés、1998年12月8日 - ）は、キューバ共和国ハバナ出身のプロ野球選手（投手）。右投右打。MLBのテキサス・レンジャーズ傘下所属。NPBでは育成選手であった。

## 経歴

### キューバ時代
2017-2018シーズンからキューバ国内リーグであるセリエ・ナシオナル・デ・ベイスボル（SNB）のレオネス・デ・インドゥストリアレスに所属。主にリリーフとして2020-2021シーズンまでの4シーズンで通算127試合に登板し、22勝8敗31セーブ、防御率3.53の成績を挙げた。また、2019-2020シーズンには8勝1敗17セーブ、防御率1.99の成績を挙げて最優秀救援投手賞を獲得した。
また、2019年に開催された第2回プレミア12にキューバ代表として出場した。

### ソフトバンク時代
2021年1月8日、福岡ソフトバンクホークスとの契約に合意し、1月10日に球団から育成選手として契約したことが発表された。背番号は140。
ソフトバンクでは二軍公式戦（ウエスタン・リーグ）4試合（18回）に登板して1勝0敗、4奪三振、防御率2.25という成績だった。また三軍戦は1試合（1回）に登板して0勝0敗、防御率9.00という成績だった。
6月6日、キューバ代表として東京オリンピックアメリカ大陸予選に出場するために訪れたマイアミで、予選敗退後に日本へ向かう予定の空港に現れず、失踪したことが報じられた。同予選期間中にはロドリゲスを含め4人のキューバ代表関係者が失踪しており、MLBとの契約を目的とした亡命の可能性も併せて報じられ、のちに亡命したことが確定した。
11月1日、NPBから自由契約選手として正式に公示された。

### 亡命後
2022年より、アメリカ合衆国フロリダ州マイアミに所在するマイアミ・デイド大学のメンバーとしてプレーし、2022年のMLBドラフトでの指名を目指していた。

### レンジャーズ傘下時代
2022年7月22日にテキサス・レンジャーズとドラフト外で契約を結んだ。
2023年4月12日、傘下A+級ヒッコリー・クロウダッズでマイナーリーグデビューを果たした。

## 選手としての特徴
直球の最速は150km/h以上であり、キューバでは「奪三振マシン」の異名を持つほど奪三振率が高い。

## 詳細情報

### 年度別投手成績
- 一軍公式戦出場なし

### 背番号
- 140（2021年）

### 代表歴
- 2019 WBSCプレミア12キューバ代表